# Jérôme Thomas (Musiker)
Jérôme Thomas (* 1963 in Fribourg) ist ein Schweizer Jazzmusiker (Tenor- und Sopransaxophon, Flöte, Arrangement), der auch eine eigene Bigband leitete.

## Wirken
Thomas studierte von 1979 bis 1987 Saxophon und Querflöte an den Konservatorien von Fribourg und Montreux. Anschließend setzte er sein Studium am Berklee College of Music in Boston fort, wo er 1989 mit einem Diplom in Saxophon und Komposition/Arrangement abschloss.
Thomas leitete ab 1991 eine eigene Bigband, mit der er 1994 in Genf gemeinsam mit Ray Anderson das Album Big Bone & Band einspielte. Weiterhin trat er mit Armerico Belloto, Bob Mover und John Scofield auf. Als Solist ist er auch auf Alben mit Daniel Thentz & Swing Machine sowie mit Styve Tromasy Quintet: En Chantier zu hören. Mit der Big Band de Suisse Romande veröffentlichte er 2018 das Album The Big Band Theory. Live At AMR. Bei Marc Reift veröffentlichte er seit 1998 zahlreiche Arrangements.
Thomas wirkt weiterhin als Lehrer für Querflöte und Jazz-Saxophon an der Jazzschule in Montreux und an der Haute École de Musique Lausanne, Abteilung Jazz (Arrangement, Orchestrierung, Ensemblespiel).